# 1984 في كولومبيا
فيما يلي قوائم الأحداث التي وقعت خلال عام 1984 في كولومبيا.

## سياسة

### تعيين في المنصب
- 1 مايو – إنريكي باريجو غونزاليس Minister of Justice and Law of Colombia ‏.

## مواليد

### يناير
- 3 يناير – جايمي ألفونسو رويز لاعب كرة قدم كولومبي.
- 8 يناير – أندريس غونزاليس لاعب كرة قدم كولومبي.
- 14 يناير – رودولفو كوردوبا لاعب كرة قدم كولومبي.

### فبراير
- 12 فبراير – كاترين إيبارغوين رياضية كولومبية.
- 25 فبراير – إيديسون فونسيكا لاعب كرة قدم كولومبي.

### مارس
- 1 مارس – روبرتو كارلوس بينيا لاعب كرة قدم كولومبي.
- 9 مارس – ليوناردو كاستيلانوس لاعب كرة قدم كولومبي.
- 19 مارس – لويس إسكوبار لاعب كرة قدم كولومبي.
- 27 مارس – أندرسون باريديس لاعب كرة قدم كولومبي.

### أبريل
- 8 أبريل – إليدر ألفاريز ملاكم كولومبي.
- 20 أبريل – إديكسون بيريا فالينسيا لاعب كرة قدم كولومبي.
- 20 أبريل – جون خايرو كاستيلو لاعب كرة قدم كولومبي.

### مايو
- 1 مايو – فيكتور هوغو مونتانيو لاعب كرة قدم كولومبي.
- 16 مايو – جون كينيدي هورتادو لاعب كرة قدم كولومبي.
- 30 مايو – بيير أوليفييه كوتيه

### يوليو
- 2 يوليو – أندريس فيليبي كوريا لاعب كرة قدم كولومبي.
- 10 يوليو – أوسكار إسكاندون ملاكم كولومبي.
- 20 يوليو – هنري أورد ملاكم كولومبي.
- 31 يوليو – جون خايرو لوزانو لاعب كرة قدم كولومبي.

### أغسطس
- 7 أغسطس – ماريو مونيوث لاعب كرة قدم كولومبي.
- 16 أغسطس – إيفان فيليز لاعب كرة قدم كولومبي.
- 31 أغسطس – يوبير موسكويرا لاعب كرة قدم فنزويلي.

### أكتوبر
- 2 أكتوبر – هومبرتو ميندوزا لاعب كرة قدم كولومبي.
- 3 أكتوبر – رولان دي لاكروز لاعب كرة قدم.
- 3 أكتوبر – ميغيل أنخيل روبيانو دراج كولومبي.
- 4 أكتوبر – فلافيو كوردوبا لاعب كرة قدم كولومبي.

### نوفمبر
- 1 نوفمبر – ماكنيلي توريس لاعب كرة قدم كولومبي.
- 20 نوفمبر – ميراندا مغنية كولومبية.
- 25 نوفمبر – والدن ألكسيس فارغاس لاعب كرة قدم كولومبي.

## وفيات

### أبريل
- 30 أبريل – رودريغو لارا (مواليد 1946)